# بردبری ۹۷۶۶
سیارک ۹۷۶۶ (به انگلیسی: 9766 Bradbury، نامگذاری:1992DZ2) نه هزار و هفتصد و شصت و ششمین سیارک کشف شده‌است که در ۲۴ فوریه ۱۹۹۲ کشف شد.
قدر مطلق سیارک برابر ۱۴٫۲۰ است.